# Lichenothelia
Lichenothelia är ett släkte av lavar. Lichenothelia ingår i familjen Lichenotheliaceae, klassen Dothideomycetes, divisionen sporsäcksvampar och riket svampar.
| Lichenothelia | \| \| Lichenothelia convexa \| \| \| \| \| \| Lichenothelia scopularia \| \| \| \| |
|               | \| \| Lichenothelia convexa \| \| \| \| \| \| Lichenothelia scopularia \| \| \| \| |
|               | Lichenothelia convexa                                                              |
|               |                                                                                    |
|               | Lichenothelia scopularia                                                           |
|               |                                                                                    |

|  | Lichenothelia convexa    |
|  |                          |
|  | Lichenothelia scopularia |
|  |                          |